# Nototherium
Nototherium is een geslacht van uitgestorven buideldieren dat behoort tot de familie Diprotodontidae van de orde Diprotodontia. Deze gigant was het grootste buideldier ooit en leefde tijdens het Plioceen-Pleistoceen in Australië, samen met andere grote zoogdieren.